# Brachistus lasiophyllus
Brachistus lasiophyllus är en potatisväxtart som beskrevs av Henry Hurd Rusby. Brachistus lasiophyllus ingår i släktet Brachistus och familjen potatisväxter. Inga underarter finns listade i Catalogue of Life.